# Landwirtschaftskammer Schleswig-Holstein

Das Logo der Landwirtschaftskammer

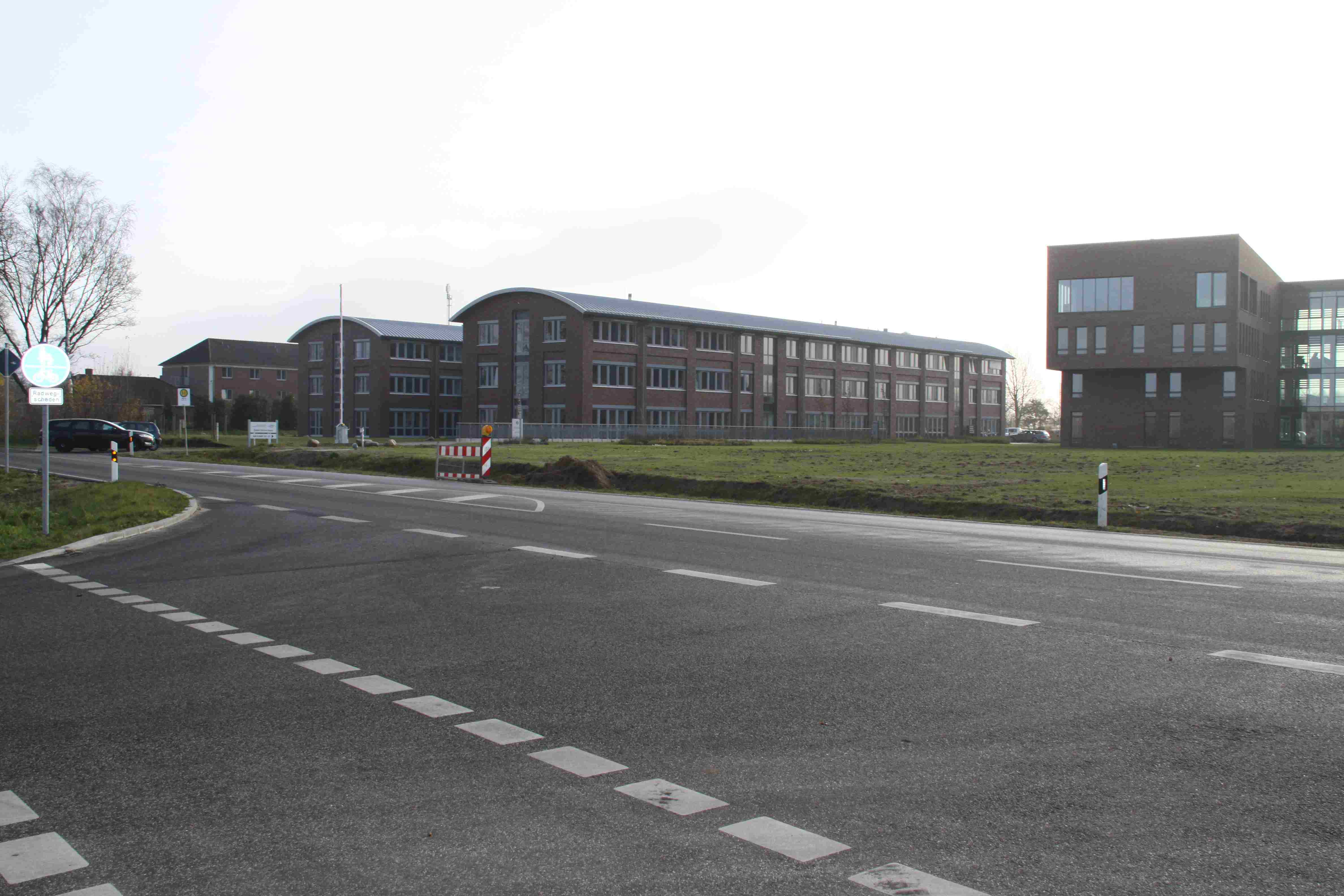
Landwirtschaftskammer Schleswig-Holstein

Die Landwirtschaftskammer Schleswig-Holstein ist eine Körperschaft des öffentlichen Rechts mit dem Geschäftssitz in Rendsburg. Landwirtschaftskammern sind Beratungsinstitutionen und Interessenvertretungen für Unternehmer sowie Arbeitnehmer der sogenannten Grünen Berufe, zu denen Landwirte, Gärtner, Tierwirte, Forstwirte und weitere Berufe zählen.

## Geschichte
Nach dem starken Anstieg der Gründungen Landwirtschaftlicher Vereine in Preußen im Verlauf des 19. Jahrhunderts trat mit Wirkung vom 30. Juni 1894 ein Landwirtschaftskammergesetz in Kraft. Auf der Grundlage des Kammergesetzes erließ die preußische Regierung am 3. August 1895 eine Verordnung zur Errichtung einer Landwirtschaftskammer in der Provinz Schleswig-Holstein. Die Landwirtschaftskammer für die Provinz Schleswig-Holstein – so ihr damaliger vollständiger Name – konstituierte sich am 20. März 1896 auf ihrer ersten Hauptversammlung in Kiel.
Die Kammer sollte – als Nachfolgerin des 1834 gegründeten Landwirtschaftlichen Generalvereins – die Interessen der Land- und Forstwirtschaft wahrnehmen, Verwaltungsbehörden sachverständig beraten, den technischen Fortschritt fördern und an der Verwaltung der Produktenbörsen sowie Viehmärkten mitwirken. Vom Generalverein übernahm die Landwirtschaftskammer als eine berufsständische Selbstverwaltungskörperschaft dessen Vermögen, Personal und Einrichtungen.
Die zwanzig Kreistage der Provinz delegierten insgesamt 80 Mitglieder in eine Hauptversammlung. Dieses Organ wählte den ehrenamtlichen Vorstand, bestehend aus dem Kammerpräsidenten sowie sieben weiteren Vorstandsmitgliedern. Die hauptamtliche Verwaltung bestand aus dem Kammerdirektor und seinen Mitarbeitern. Der erste Kammerpräsident war von 1896 bis 1914 der Generallandschaftsdirektor Christian Graf zu Rantzau (1858–1939). Nach dem Ende des Ersten Weltkrieges und während der Weimarer Republik kam es zu einer Demokratisierung des Wahlverfahrens: Die Landwirte wählten direkt die Mitglieder der Hauptversammlung.
In den Jahren 1926 bis 1927 wurde nach Entwürfen des Architekten Johann Theede in Kiel ein eigenes Verwaltungsgebäude in der Nähe des Thaulow-Museums errichtet. 1929 war die Kammer für die Ausrichtung der Großen Landwirtschaftlichen Provinzialausstellung (GROLA) in Hamburg verantwortlich. Beide Aktivitäten führten zu einer Belastung des Budgets und zu Konflikten mit jenen Landwirten, die der NSDAP nahestanden. Nach der Machtübernahme verlor die Landwirtschaftskammer im Herbst 1933 durch die Eingliederung in den Reichsnährstand ihre Selbstständigkeit.
Nach dem Ende des Zweiten Weltkrieges im Mai 1945 kam es erst 1947 zur Gründung der Landesbauernkammer. 1953 folgte die Neugründung der Landwirtschaftskammer mit einer auf fünf Jahre gewählten Hauptversammlung.

## Aufgaben
Aufgaben der Landwirtschaftskammer Schleswig-Holstein betreffen unter anderem die Berufsausbildung (einschl. Fortbildung) in den grünen Berufen, die pflanzenschutzfachliche und wirtschaftliche Beratung der Mitglieder sowie das damit verbundene landwirtschaftliche Versuchswesen.
Sie ist zudem – gemeinsam mit Waldeigentümern – Franchisegeberin für Gedenkwälder
sowie Franchisenehmerin für Bestattungswälder.
Außerdem vergibt sie das Gütezeichen Schleswig-Holstein.
Die Landwirtschaftskammer hat (Stand 2018) in der Zentrale und den Außenstellen rund 380 Mitarbeiter.

## Standorte
Aufgrund des Auftrages zur Beratung ist die Landwirtschaftskammer dezentral aufgestellt. Sie unterhält verschiedene auswärtige Dienststellen. Dies sind:
- Büro Bad Segeberg (forstwirtschaftliche Beratung)
- Büro Bredstedt
- Büro Heide
- Büro Itzehoe
- Büro Rendsburg
- Büro Schleswig
- Fachschule für ländliche Hauswirtschaft in Hanerau-Hademarschen
- Lehr- und Versuchszentrum Futterkamp
- Gartenbauzentrum Schleswig-Holstein in Ellerhoop-Thiensen
- Lehr- und Versuchsanstalt für Milchwirtschaft in Malente.

Versuchsfelder befinden sich unter anderem in:
- Kastorf
- Reußenköge
- Schuby
- Süderhastedt.